# Agathosma spinosa
Agathosma spinosa är en vinruteväxtart som beskrevs av Otto Wilhelm Sonder. Agathosma spinosa ingår i släktet Agathosma och familjen vinruteväxter. Inga underarter finns listade i Catalogue of Life.